# Шлях

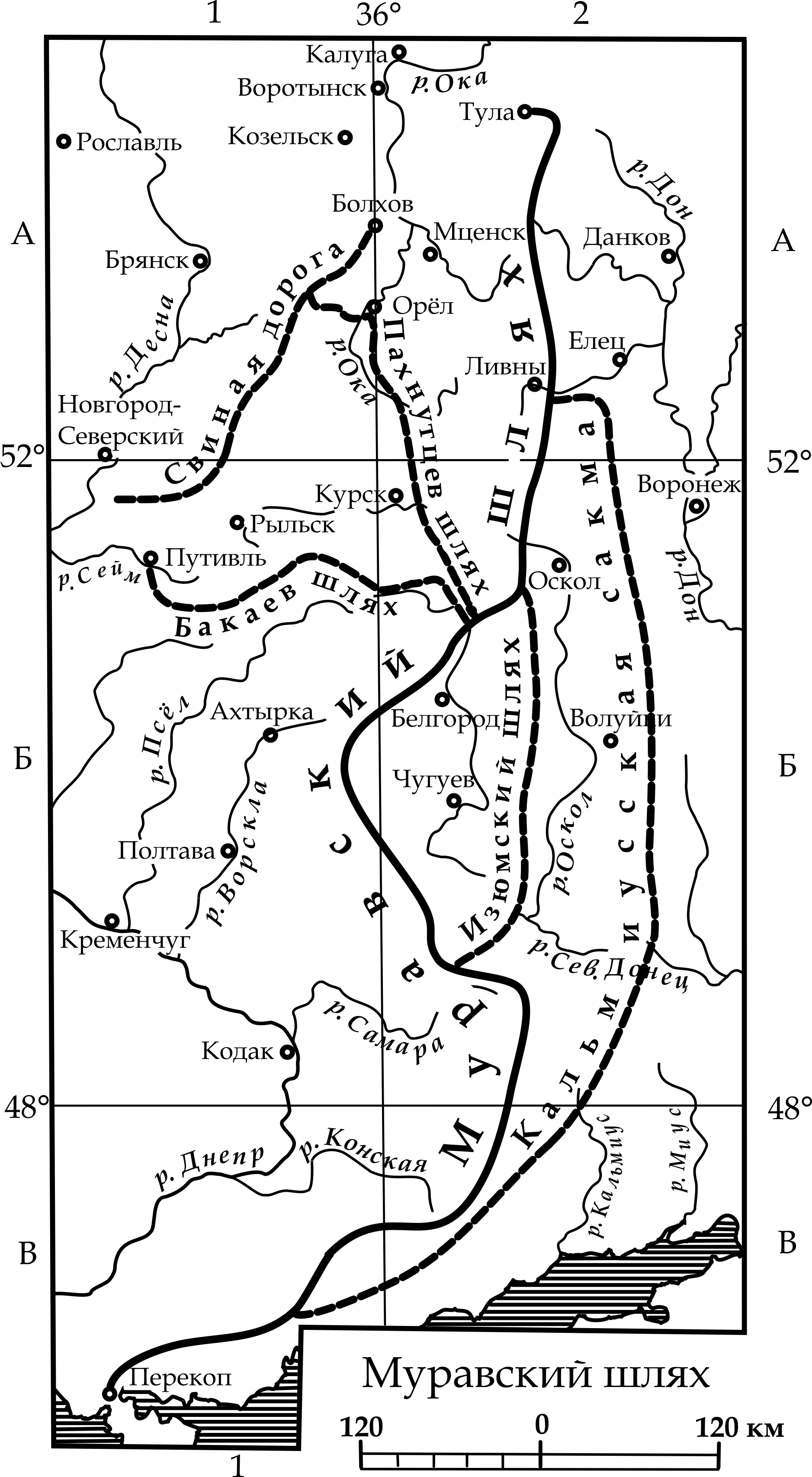
Примерная схема шляхов центральной-южной Руси

Шлях (укр. шлях, бел. шлях — путь, от пол. szlach, ср.-в.-нем. slag — след, колея) — на Руси XVI—XVII веков степная дорога около южных границ, также большая наезженная дорога, тракт.

## История
В старину шляхами называли степные дороги, по которым степные кочевники совершали свои набеги на славянские поселения. Играли в древней Руси огромную историческую роль в политическом, военном и торговом аспектах. По этим старинным путям двигались на Русь азиатские кочевые племена, начиная с печенегов, хазар и половцев. Самым старинным шляхом или по-татарски «сакмой» является так называемый «Кончаков шлях», ещё в XIX веке проходивший через западные уезды Харьковской и Курской губерний, из Днепровских степей к Путивлю, и сохранивший своё имя с XII века, когда следом за северским князем Игорем вторгся со своей ордой в Посемье половецкий хан Кончак.
После вторжений татар, и особенно крымских, информация о главных шляхах становится все более полной. Крымские татары проникали на «московские места» преимущественно через Воронежскую и Курскую губернии, в промежутке между Днепром и Доном. Именно там пролегали следующие главнейшие шляхи: Калмиусская сакма — самая восточная, шедшая от берегов Азовского моря (реки Калки) и доходившая по «Книге Большого Чертежа» до городов Оскола и Ливен; Изюмский шлях — на запад от Калмиусской сакмы и Муравского шляха — самый западный. От этих главных шляхов шли второстепенные, иногда называемые производными от больших и главных, например: Муравки; Азовский шлях; шлях Сагайдачный; Свиная дорога; Бокаев шлях, которым, по «Книге Большого Чертежа»: «белогородские (аккерманские) татары прихаживали на Рыльские, и на Болховские, и на Орловские места — Бокай мурза»; Посольский шлях, Ромодановский; Муромская сакма, Пахнуцкая сакма, Савинская и другие. Сохранились сведения, начиная от первых годов XVII века, и об укреплении этих главных шляхов, о «досмотре царском посланцами» и о постройке вдоль них острогов. По шляхам путешествовали жители «окраинных» земель, торгуя и чумакуя, по ним же из Москвы в Крым и обратно ездили послы той и другой стороны.
Шляхами также называли древние торговые пути в местностях Войска Донского — Гетманский, Дербентско-Сарматский, Дербентско-Аланский шлях и другие.

## Этимология
Заимствовано не позже XVII века через украинско-белорусское посредничество из польского, в котором szlach — удар, след, дорога восходит к ср.-в.-нем. slag — также производного от slagen (ср. совр. нем. schlagen — бить, ударять). Буквально — утоптанная дорога.

## Образ в литературе, изобразительном искусстве
Тема дороги занимает особое место в творчестве Михаила Шолохова. В своих произведениях писатель неоднократно обращается к образу Гетманского шляха — «главной дороги Донщины». По словам Феликса Кузнецова, «через весь роман „Тихий дон“, а перед этим — через „Донские рассказы“, проходит Гетманский шлях, по которому в стародавние времена шли казаки с Днепра на Дон».

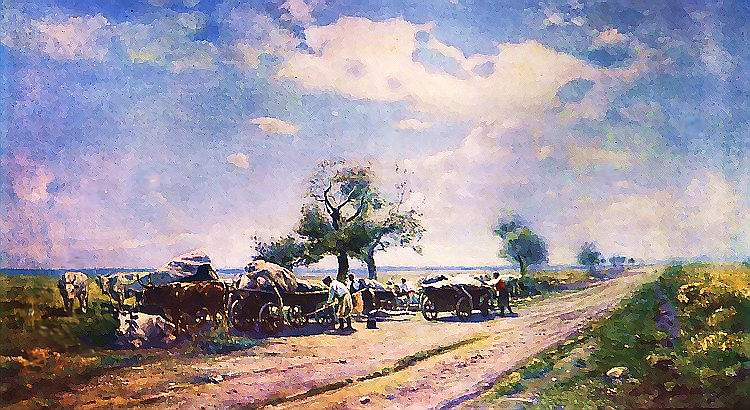
Сергей Васильковский. Чумацкий Ромодановский шлях

Одно из трёх панно, созданных живописцем Сергеем Васильковским для зала заседаний Полтавского земства, изображает Чумацкий Ромодановский шлях:

…высокое-высокое небо с нежными прозрачными облачками, которые Васильковский рисовал так, как никто из его современников. Дымчатые трепетные деревья стоят вдоль дороги, как бы благословляя и зазывая чумаков в дальний путь.
— Статья «Дрожащие огни печальных деревень», газета «Зеркало недели» за 14 ноября 1998 г. (авт. — Д. Горбачов, П. Утевская)

## Список основных шляхов
- Бакаев шлях — назван по имени Бакая-мурзы, предводителя крымских татар. Начинался от Днепра недалеко от устья реки Псел. Шел через город Голтва до Думчего кургана, где смыкался с Муравским шляхом.
- Изюмский шлях — начинался у верховий реки Сухой Торец, где отделялся от Муравского шляха, пересекал по Изюмскому броду реку Северский Донец. Шёл через город Изюм по водоразделу рек Северский Донец и Оскол до Юшских буераков, где опять смыкался с Муравским шляхом.
- Кальмиусский шлях — начинался в верховье небольшой речки Кальмиус. Шёл до города Ливны, где смыкался с Муравским шляхом.
- Кончаков шлях — шлях, по которому после поражения северского князя Игоря в Посемье вторгся половецкий хан Кончак.
- Муравский шлях — один из главных путей нападения крымских татар на Великое княжество Московское. Начинался от Перекопа, шёл через город Ливны в город Серпухов.
- Ногайский шлях — название пути, по которому ногайцы и татары совершали набеги на русские земли с XIII века.
- Чёрный шлях — начинался от перекопского перешейка и выходил к Чёрному лесу.
- Пахнуцкий шлях — начинался от Думчего кургана и шёл на северо-запад к верховьям Оки в город Мценск.
- Свиной шлях — ответвлялся от Пахнуцкого шляха недалеко от Думчего кургана после истока реки Пселец. Шел через город Рыльск в город Болхов.
- Чумацкий шлях — торгово-извозный путь украинских чумаков, а также украинское название Млечного пути.